# WinCGI
WinCGI es una interfaz de programación similar a CGI desarrollado por Bob Denny en 1994 para facilitar la programación de CGI mediante Microsoft Visual Basic.
Poco después de su creación, el software de servidor web de Bob Denny y la especificación de WinCGI fue comprado por O'Reilly & Associates y empezó a comercializarse con el nombre de O'Reilly
WebSite Professional. El 20 de agosto de 2001, O'Reilly & Associates cedió los derechos de su servidor web a la empresa Deerfield.com.
Mientras que en el estándar CGI el servidor web pasa al programa CGI la información a través de variables de entorno, en WinCGI la información se pasa mediante los típicos ficheros .ini de Microsoft Windows. El intercambio de información en ambos sentidos (del servidor al programa CGI y viceversa) se realiza a través de ficheros (file spooling), lo que supone una merma en la
velocidad de procesamiento frente a CGI.